# Katarzyna Pawlik
Katarzyna Pawlik (ur. 17 lutego 1989 r. w Bytomiu) – polska pływaczka startująca w Igrzyskach Paraolimpijskich. Zawodniczka od urodzenia cierpi na chorobę neurologiczną, powodująca zaburzenia ruchu i ośrodka mowy.
Absolwentka Zespołu Szkół Sportowych nr 1 im. Janusza Kusocińskiego w Chorzowie. Ukończyła studia I stopnia na Górnośląskiej Wyższej Szkole Handlowej w Katowicach. Podjęła studia II stopnia na Uniwersytecie Medycznym w Katowicach (obecnie na III semestrze). Aktualnie pływaczka klubu sportowego "Start Katowice".
Uprawia pływanie od piątego roku życia. W 2004 roku wystartowała jako najmłodsza (piętnastoletnia) reprezentantka Polski w Igrzyskach Paraolimpijskich w Atenach (miała wówczas 15 lat). Zdobyła 3 medale: złoty na dystansie 400 m stylem dowolnym oraz dwa srebrne na dystansie 100 m stylem motylkowym i 100 m stylem dowolnym. 4 lata później na Igrzyskach Paraolimpijskich w Pekinie wywalczyła 4 medale: złoto na 400 m w stylu dowolnym ustanawiając przy tym nowy rekord świata (4:33.15 - poprawiając poprzedni o 6.29 sekundy), dwa srebrne również w stylu dowolnym na 50 i 100 m oraz brązowy na dystansie 200 m stylem zmiennym.

## Odznaczenia
- Krzyż Kawalerski Orderu Odrodzenia Polski – 2008[1]
- Nagrody Prezydenta Miasta Chorzowa w dziedzinie sportu - za wybitne osiągnięcia sportowe (2004, 2008)
- Laureatka Konkursu Lady D. im. Krystyny Bochenek w kategorii sport - 2009[2]

## Źródła
- Poczet Chorzowian - Katarzyna Pawlik
- ankieta przekazana do projektu "Poczet Chorzowian"